# Горњи коси мишић
Горњи коси мишић (лат. musculus obliquus superior) је парни мишић главе, који се налази у очној дупљи и спада у помоћне органе ока. Он се припаја у пределу врха очне дупље и одатле се пружа унапред према њеном горње-унутрашњем углу. Ту се од мишића одваја његова завршна тетива, која пролази кроз тзв. колотур (фиброзно-хрскавичави прстен који се припаја на чеоној кости) и која се потом лепезасто шири и причвршћује у горње-спољашњем квадранту очне јабучице.
Инервација горњег косог мишића потиче од трохлеарног живца, а дејство му се огледа у повлачењу предњег дела ока наниже и истовременој ротацији упоље.
Парализа овог мишића је честа компликација код затворених повреда главе, a ограничење његових покрета је чест пратилац Брауновог синдрома.